# Мажастр
Мажа́стр (фр. Majastres, окс. Majastres) — коммуна во Франции, находится в регионе Прованс — Альпы — Лазурный Берег. Департамент коммуны — Альпы Верхнего Прованса. Входит в состав кантона Мезель. Округ коммуны — Динь-ле-Бен.
Код INSEE коммуны — 04107.

## Население
Население коммуны на 2008 год составляло 2 человека.
| 1962 | 1968 | 1975 | 1982 | 1990 | 1999 | 2008 |
| ---- | ---- | ---- | ---- | ---- | ---- | ---- |
| 27   | 20   | 14   | 12   | 10   | 8    | 2    |

## Экономика
В 2007 году среди людей в трудоспособном возрасте (15—64 лет) 1 человек был экономически активным (показатель активности — 100,0 %, в 1999 году было 50,0 %). Безработных не было.

## Достопримечательности
- Приходская церковь Нотр-Дам-де-ла-Рош
- Бывшая приходская церковь Сен-Барнабе